# Международное атомное время
Международное атомное время (TAI, фр. Temps Atomique International) — время, в основу измерения которого положены электромагнитные излучения, излучаемые атомами или молекулами при переходе из одного энергетического состояния в другое.
С появлением в 1955 году сверхстабильных эталонов частоты, основанных на квантовых переходах между энергетическими уровнями молекул и атомов, стало возможным создание атомных шкал времени.
Масштаб системы TAI принят равным масштабу эфемеридного времени (ЕТ), то есть атомные часы есть физическое воспроизведение шкалы ЕТ. Точность воспроизведения до 2⋅10−12
Масштаб XIII Генеральной конференции мер и весов в 1967 году единица TAI — 1 атомная секунда — приравнена продолжительности 9 192 631 770 периодам излучения, соответствующего переходу между двумя сверхтонкими уровнями основного состояния атома цезия-133. Относительная точность цезиевого эталона частоты 10−10—10−11 в течение нескольких лет.
Нульпункт шкалы TAI сдвинут относительно нульпункта шкалы ЕТ (TT) на постоянную величину:
ЕТ = АТ + 32,184 c.
Эталон атомного времени не имеет ни суточных, ни вековых колебаний, не стареет и обладает достаточной определённостью, точностью и воспроизводимостью. Однако в силу эллиптичности орбиты Земли темп хода всех часов, находящихся на Земле, подвержен годичным вариациям, из-за этого время в шкале TAI непригодно для точных астрономических расчётов траекторий движения тел Солнечной системы. Поэтому астрономами введена и используется шкала TDB, в которой длительность года равна длительности эфемеридного года в шкале ET, но длительность всех секунд в году одинакова и постоянна.